# Petra Höfer

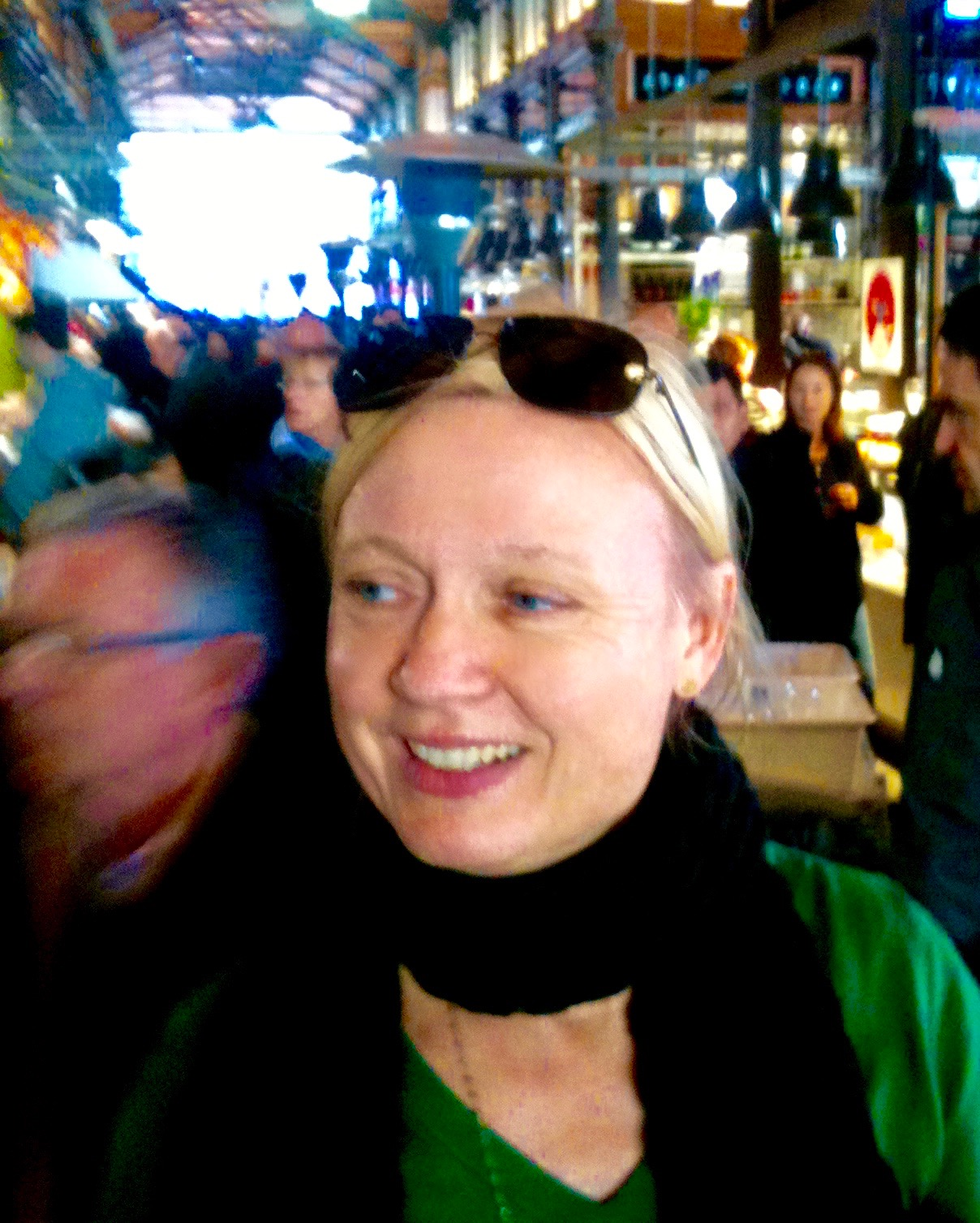
Petra Höfer (2016)

Petra Höfer (* 10. Februar 1963 in Bremen; † 6. Juni 2017 in Dortmund) war eine deutsche Journalistin und Filmemacherin. Sie wurde vor allem bekannt durch Fernsehreihen und Kinofilme wie Mondän!, Unter deutschen Dächern, Expedition ins Gehirn, Terra X: Deutschland von oben oder Zugvögel - Kundschafter in fernen Welten.

## Leben
Petra Höfer wurde 1963 in Bremen geboren, zog aber mit ihren Eltern schon als Kind nach Dortmund, weil der Vater dort einen Manager-Job bei einer Brauerei annahm. Sie hat eine ältere Schwester. Höfer begann als Kind mit dem Kunstturnen und Schwimmen und blieb zeitlebens begeisterte Sportlerin.
Nach dem Abitur begann sie in Münster ihr Studium in Germanistik, Sportwissenschaften und Sozialwissenschaften und lernte dort 1982, noch vor dem ersten Semestertag, ihren späteren Ehemann Freddie Röckenhaus kennen, der auch ihr permanenter Co-Autor bei ihren über 70 Dokumentarfilm- und Dokudrama-Produktionen werden sollte.
Nach dem Staatsexamen an der Ruhr-Universität Bochum arbeitete Höfer zunächst als Autorin für Tageszeitungen und Szene-Magazine, wurde Redakteurin bei der Taz (Die Tageszeitung) in Bremen, freie Autorin für die Taz in Berlin, Die ZEIT und das ZEITmagazin in Hamburg und absolvierte ein Volontariat beim Westdeutschen Rundfunk in Köln. Beim WDR arbeitete sie nach dem Volontariat als Autorin für das Polit-Magazin Monitor unter der Leitung von Klaus Bednarz und machte erste längere Fernseh-Dokumentationen, etwa über Greenpeace und über das Europa-Parlament.
1994 gründete sie in München gemeinsam mit Röckenhaus die Film- und Fernseh-Produktionsfirma colourFIELD, mit der die beiden 1997 wieder ins heimatliche Dortmund umzogen. Höfer wurde im In- und Ausland mehrfach für ihre Arbeiten als Autorin, Regisseurin und Produzentin ausgezeichnet, die meisten Filme des Paares wurden im Abendprogramm von ARD, ZDF und Arte erstausgestrahlt und gewannen dort regelmäßig ein großes Publikum. Filmreihen wie Expedition ins Gehirn (engl. Beautiful Minds), Imperium der Viren oder Das automatische Gehirn wurden in bis zu 80 Länder verkauft und übersetzt. Reihen wie das Grimmepreis-nominierte Mondän!, Tropenfieber oder California Dreamin’ gehören zu den meist wiederholten Doku-Serien im deutschen Fernsehen. Blut und Spiele - Die Doping-Falle erhielt enthusiastische Kritiken und wurde mit dem Deutschen Fernsehpreis ausgezeichnet.
Ihr Kinofilm Deutschland von oben gehört zu den meistbesuchten Dokus aller Zeiten im deutschen Kino. Der Film wurde häufig auch mit live von Symphonie-Orchestern gespieltem Soundtrack aufgeführt. Deutschland von oben wurde im größten Kino Deutschlands, der Lichtburg in Essen, uraufgeführt, die Musik von Boris Salchow wurde dabei von den Essener Philharmonikern live zum Film gespielt.
Höfer gilt für viele junge Frauen im Dokumentarfilm-Bereich als Rollenmodell, auch weil sie sich nicht auf den journalistisch-künstlerischen Teil der Filmarbeit beschränkte, sondern als Produzentin und Film-Unternehmerin auch die wirtschaftliche Kontrolle über ihre Arbeit anstrebte. Höfer weigerte sich, für das werbe-unterbrochene Privatfernsehen zu produzieren. Ihre Filme hatten, neben besonderen film-ästhetischen Qualitäten, oft einen umwelt- und naturschützenden Anspruch. Sie beschäftigte sich außergewöhnlich intensiv auch mit innovativen technischen Themen der Filmproduktion, etwa mit Compositing, Computeranimationen, Zeitraffer, extremer Slowmotion. In Rezensionen ihrer Filme in Zeitungen wird die opulente, elegante Bildsprache gelobt, die das Genre der Dokumentation visuell erweitert und erneuert hat. Der exzessive Einsatz von Filmmusik wurde von traditionelleren Doku-Filmern bisweilen kontrovers diskutiert, vor allem jüngere Zuschauer dagegen fragten begeistert die Musiklisten mit den gespielten Titeln ab.
Höfer war seit ihrer Jugend bekennender Anhänger des Fußball-Bundesligisten Borussia Dortmund, über den sie mit Röckenhaus 1996 den sympathisierenden, zugleich aber kommerz-kritischen ARD-Film Die Profis drehte. Sie verfolgte fast alle Heimspiele ihres Klubs live im Dortmunder Westfalenstadion.
Seit dem Jahr 2000 lebte das Autoren- und Ehepaar Höfer-Röckenhaus rund zwei Monate des Jahres in Margaret River an der australischen Südwestküste. Höfer war begeisterte Surferin.
Petra Höfer starb unerwartet auf offener Straße am 6. Juni 2017 an einem Kammerflimmern des Herzens. Sie wurde 54 Jahre alt. Zum Zeitpunkt ihres Todes hatte sie gemeinsam mit Röckenhaus und ihrem Team ihr nächstes Projekt begonnen, die internationale Co-Produktion Russland von oben.
Das ZDF gedachte Höfer auf der Sender-Website mit einem Nachruf: „Eine Meisterin des Bildes war sie und eine Sprachkünstlerin erster Güte. Ihre Leidenschaft, Kreativität und Kraft haben uns so viele Jahre berührt und begeistert. (…) Danke Petra – für all die Jahre, in denen wir mit Dir zusammen arbeiten durften. (…) Und für Dein strahlendes Lächeln, mit dem Du jeden Raum erfüllt hast.“
Der Journalist und Präsident des Deutschen Kirchentages Hans Leyendecker hielt die Trauerrede für Petra Höfer und sagte dabei unter anderem: "Im Journalistenberuf und in der Künstler-Szene überhaupt gibt es viele Leute, die geradezu verrückt darauf sind, ihre Biografie zu erzählen. Preise, Titel, Tore. Heldengeschichten. Alle können sofort aufgezählt werden. Solchen Leuten scheint ihr Lebenslauf wichtiger zu sein als ihr Leben, man braucht nur auf einen Knopf zu drücken und schon koddern sie voller Begeisterung über sich selbst. Hat jemand, der heute in dieser Kirche ist, mal erlebt, dass Petra Höfer ihren Lebenslauf runterratterte?"
In der ZDFmediathek sind viele Filme von Höfer und Röckenhaus dauerhaft verfügbar. Die meisten von Höfers Produktionen sind auch auf DVD erschienen. In den USA und Deutschland sind viele ihrer Filme bei kommerziellen Streaming-Diensten abrufbar.

## Filmographie
- 1994: Wir Weltmeister – Die Gründung der Bundesrepublik im Wankdorfstadion zu Bern (Radio Bremen/Norddeutscher Rundfunk)
- 1995: Unter deutschen Dächern: Die Erbsenzähler (ARD/Radio Bremen)
- 1996: Die Profis (ARD/Westdeutscher Rundfunk WDR)
- 1997: Unter deutschen Dächern: Der Berg ruft (ARD/RB)
- 1997: Unter deutschen Dächern: Jobretter/Jobkiller (ARD/RB)
- 1997: Unter deutschen Dächern: Vier Hochzeiten und kein Todesfall (ARD/RB)
- 1998: Der Bauch des Fernsehens (WDR)
- 1998: Unter deutschen Dächern: Petting, Pop und Leserbriefe (ARD/RB)
- 1999: Unter deutschen Dächern: Truckstop Geiselwind (ARD/RB)
- 1997–2002: Mondän!, insgesamt 15-teilige Serie (ZDF)
- 2001: ZDF-Expedition: California Dreamin’, 5-teilige Serie (ZDF)
- 2003–2004: Der kleine Snob, 20-teilige Serie (Arte/Hessischer Rundfunk)
- 2003: ZDF-Expedition: Tropenfieber, 3-teilige Reihe (ZDF)
- 2006: Expedition ins Gehirn (3-teilige Reihe, ARD/Radio Bremen/Arte/WDR/RAI/RTÉ/UR Schweden)
- 2007: Blut und Spiele – Die Doping-Falle (2-teilige Reihe, ARD/WDR)
- 2007: Tropenfieber II (3-teilige Reihe, ZDF)
- 2008: Imperium der Viren (2-teilige Reihe, ARD/Radio Bremen/WDR/Arte/RAI Italien/RTÉ Irland/Yleisradio Finnland/UR Schweden/ERT Griechenland)
- 2009: Liebe an der Macht: Die Obamas (ARD/WDR)
- 2010: Terra X: Deutschland von oben (3-teilige Reihe ZDF, ZDFneo)
- 2011: Terra X: Deutschland von oben II (3-teilige Reihe, ZDF)
- 2011: Das automatische Gehirn – Die Macht des Unbewussten (2-teilige Reihe; ARD, WDR, Arte, UR Schweden, SRF Schweizer Radio und Fernsehen, YLE Finnland, ERT Griechenland, RTÉ Irland)
- 2012: Deutschland von oben – Der Kinofilm (in Zusammenarbeit mit dem ZDF, im Verleih von Universum Film/Disney)
- 2013: Terra X: Deutschland von oben III (3-teilige Reihe, ZDF und ZDFneo)
- 2014: Terra X: Unterwelten – Deutschland von unten (2-teilige Reihe, ZDF)
- 2015: Terra X: Deutschland von oben IV (3-teilige Reihe, ZDF)
- 2016: Terra X: Zugvögel – Kundschafter in fernen Welten (2-teilige Reihe, ZDF und Arte, 90-minütiger Kinofilm)
- 2016: Terra X: Deutschland von oben – Ein Wintermärchen (ZDF)
- 2017: Terra X: Unsere Wälder (3-teilige Reihe, ZDF)
- 2018: Russland von oben (Arte), mit Freddie Röckenhaus

## Auszeichnungen
Petra Höfer wurde unter anderem ausgezeichnet mit:
- Deutscher Fernsehpreis (2007)
- Deutscher Kamerapreis (2011)
- Deutscher Naturfilmpreis (2017)
- Heinz Sielmann Filmpreis (2017)
- Green-Screen-Preis für den besten Wissenschaftsfilm (2017)
- European Science TV-Award der Europäischen Union (2012)
- Publikumspreis des Wissenschafts-Filmfestivals Pariscience in Paris (2012)
- zweimal mit dem Gold-Award des New York Festival (2012 und 2017)
- mit dem Silver Award beim Chicago International Film Festival (2012) und ebenfalls in Chicago mit dem Silver Hugo (2017)
- Georg von Holtzbrinck Preis für Wissenschaftsjournalismus (2018, posthum)
- Prädikat "Wertvoll" der FBW für Deutschland von oben – Der Kinofilm
- Medienpreis Luft- und Raumfahrt (2011)
- Höfer war 1999, 2006, 2010 drei weitere Male für den Deutschen Fernsehpreis nominiert (Top 3), und erstaunliche siebenmal für den Adolf-Grimme-Preis nominiert, zuerst 1995 für den ARD-Film Die Erbsenzähler über die fragwürdigen Methoden der Marktforschung und der Fernsehquoten-Ermittlung durch die Gesellschaft für Konsumforschung (GfK).[13] Als Produzentin erhielt sie weitere, zusätzliche Grimme-Nominierungen.
- Die Zuschauer des ZDF wählten in einer öffentlichen Abstimmung zum 30-jährigen Jubiläum des populärsten deutschen Doku-Sendeplatzes Terra X Höfers Terra X: Deutschland von oben zur beliebtesten Reihe der letzten 30 Jahre.[14]